# Andries Greiner
Andries Greiner (De Bilt, 1947) is een Nederlandse leraar, manager en bestuurder. Hij was onder meer directeur van Stichting IVIO van 1984 tot 2003, en Gedeputeerde van de Provincie Flevoland van 2003 tot 2011. Hij bleef tot op hoge leeftijd actief voor het regionale en Lelystadse bedrijfsleven, en heeft anno 2025 nog steeds verschillende bestuursfuncties.

## Carrière
Greiner werd geboren in De Bilt en groeide op in Den Haag. Hij werd leraar Nederlands aan scholen voor beroepsonderwijs in Den Haag en Vlaardingen. Bij zijn werk in het Voortgezet lager onderwijs werd lesmateriaal van het IVIO gebruikt. Dit maakte het mogelijk om de lessen op de mogelijkheden van het kind af te stemmen, en per vak apart, examens af te nemen. Dat was in die tijd bijzonder.
Vanaf 1975 was hij de eerste directeur van het Christelijk Vormingscentrum De Maaskant in zijn woonplaats Maassluis. Het centrum hielp werkloze jongeren aan het werk. Toen men zich begin jaren '80 afvroeg, welke onderwijsprogramma's aan de jongeren aan te bieden, dacht Greiner aan het IVIO. Het instituut was door de invoering van de Mammoetwet flink ingekrompen, maar het bestond nog. Het lesmateriaal was didactisch op orde, maar inhoudelijk achterhaald. Greiner liet per brief aan het IVIO weten dat hij graag hun lesmateriaal wilde gebruiken, maar dat het zo gedateerd was. Een half jaar later, in 1984, werd hij directeur van Stichting IVIO.

### Directeur van het IVIO
Greiner maakte van de traditionele organisatie een gezonde onderneming. Het IVIO ging actief reclame maken voor de Actuele Onderwerpen-reeks. Greiner ging netwerken en lobbyen. Hij regelde in Den Haag dat er subsidies kwamen, voor ouders van kinderen in het buitenland, om IVIO-lessen aan te schaffen. Zo werd het rendabel om het lesaanbod van de Wereldschool uit te breiden naar een kompleet pakket van peuter tot en met de middelbare school. Vanaf 1987 hielp het IVIO werkloze Molukkers aan een baan. In 1992 waren 1400 Molukkers aan een baan geholpen. Dit werkte door in de gemeenschap, waardoor de werkloosheid onder de Molukse beroepsbevolking terugliep van 40% (58% onder de jeugd) in 1989, tot 5% in 2004.
In 2003 werden de bedrijfsactiviteiten van IVIO overgeheveld naar de Kennis, Marketing en Media (KMM) Groep. Hierdoor werden de activiteiten van de stichting voor de toekomst gewaarborgd. In hetzelfde jaar nam Greiner afscheid als directeur. Als afscheidscadeau werd de IVIO-Andries Greiner Prijs ingesteld. Deze prijs voor Flevolands schrijftalent werd in 2023 voor de twaalfde keer uitgereikt. In 2008 won Ilse Ruijters, inmiddels bekend als thrillerschrijfster, voor wie Greiner een mentor is geworden. Greiner is na zijn afscheid redacteur gebleven van de AO-reeks.

### Gedeputeerde van Flevoland
Van 2003 tot 2011 was Greiner gedeputeerde voor de provincie Flevoland, met als portefeuille o.a. economische zaken, onderwijs/arbeidsmarkt en de ecologie van Markermeer/IJmeer. Hij was onder meer voorzitter van het Provinciale Platform Arbeidsmarkt en zette zich in voor de komst van de Hogeschool Windesheim naar Almere en Lelystad. De Provincie droeg € 20 miljoen bij aan de vestigingen van Windesheim. De hogeschool zou niet alleen nieuwe arbeidskrachten leveren aan het bedrijfsleven, maar ook investeren in onderzoek en ontwikkeling in samenwerking met het bedrijfsleven.
Bij zijn afscheid noemde CDA-fractievoorzitter Marianne Luyer hem een gedreven bestuurder, een ideeënrijke doener en regisseur. Greiner houdt niet van debatteren en discussiëren. Hij wil geen tijd besteden aan omtrekkende bewegingen, is liever bestuurder dan politicus. Hij is een netwerker die er achter de schermen voor zorgt dat mensen en organisaties elkaar ontmoeten. Greiner maakte het de media altijd lastig, want hij hield zich niet aan hun codes. Greiner stapte snel over vragen over zijn eigen persoon heen, om vervolgens over de zaak te spreken. Bij zijn motto "blijf bescheiden" passen geen achtergrondverhalen in de pers.

### Overige bestuursfuncties
In het begin van de jaren '90 was Greiner voorzitter van de Stichting Openbare Bibliotheek Lelystad. Hij was van 1995 tot 2003 voorzitter van de Kamer van Koophandel Flevoland. Voor VNO-NCW Midden was hij van 1998 tot 2015 voorzitter van de Beleidsgroep Onderneming, Ethiek en Maatschappij, Van 2011 tot 2017 was hij voorzitter van de Bedrijfskring Lelystad (BKL). Bij zijn afscheid werd hij onderscheiden met het erelidmaatschap van de BKL en de Stadspenning van de gemeente Lelystad. In juni 2011 werd hij voorzitter van de Sociaal-Economische Raad (SER) Flevoland. Ook was hij voorzitter van het Lelystad Akkoord, een samenwerking tussen overheid, onderwijs, bedrijfsleven en maatschappelijke instellingen om een inclusieve arbeidsmarkt te bevorderen.

## Huidige bestuursfuncties
- Redacteur AO-reeks
- Voorzitter afdeling Flevoland VUvereniging[17]
- Buitengewoon ambtenaar burgerlijke stand (trouwambtenaar)

## Onderscheidingen
- Ridder in de Orde van Oranje-Nassau (2015)[18]
- De Gouden Kiekendief (2019) de belangrijkste Flevolandse onderscheiding
- Honorary president World Trade Center Almere (2006)
- Paul Harris Fellow (Rotary 2023)
- Een ster op de Walk of Fame voor de bioscoop van Lelystad.[19]